# Duboki pregibač prstiju
Duboki pregibač prstiju (lat. musculus flexor digitorum profundus) je mišić prednje strane podlaktice. Mišić inerviraju lat. nervus medianus i nervus ulnaris.

## Polazište i hvatište
Mišić polazi s lakatne kosti i s koronoidnog nastavka laktane kosti, međukoštane opne podlaktice i s palčane kosti. Mišić se dijeli u četiri mišićna snopa koja se nastavljaju u četiri tetive. Tetive se hvataju za distalni članak 2., 3., 4. i 5. prsta.